# John Legend
John Roger Stephens, művésznevén John Legend (Springfield, Ohio, 1978. december 28. –) Oscar- és többszörös Grammy-díjas amerikai énekes, színész és zongorista. 2018-ban ő lett az első fekete férfi, aki megszerezte az EGOT-státuszt.

## Ifjú évei
4 éves korától kezdve zongorázott, 6 éves korában a templomi kórus tagja lett.

## Diszkográfia

### Stúdióalbumok
- Get Lifted (2004)
- Once Again (2006)
- Evolver (2008)
- Wake Up! (2010) A The Roots-cal együttműködve
- Love in the Future (2013)
- Darkness and Light (2016)

### Koncertalbumok
- Live at Jimmy's Uptown (2001)
- Live at SOB's (2003)
- Solo Sessions Vol. 1: Live at the Knitting Factory (2004)
- John Legend: Live from Philadelphia (2008)

### Középlemezek
- Connect Sets (2005)
- Sounds of the Season (2006)
- iTunes Live from SoHo (2011) A The Roots-cal együttműködve

### Kislemezek
- Used to Love U (2004)
- Ordinary People (2005)
- Number One (2005)
- So High (2005)
- Save Room (2006)
- Heaven (2006)
- P.D.A. (We Just Don't Care) (2007)
- Stereo (2007)
- Another Again (2007)
- Show Me (2007)
- Someday (2007)
- Sun Comes Up (2007)
- Green Light (2008)
- If You're Out There (2008)
- Everybody Knows (2009)
- This Time (2009)
- No Other Love (2009)
- Wake Up Everybody (2010)
- Hard Times (2010)
- Wake Up (2010)
- When Christmas Comes (2011)
- Tonight (Best You Ever Had) (2012)
- Who Do We Think We Are (2013)
- Made to Love (2013)
- All of Me (2013)
- You & I (Nobody in the World) (2014)
- Glory (2014)
- Love Me Now (2016)
- Penthouse Floor (2016)
- Beuty and the Beast (2017)
- In America (2017)
- Surefire (2017)

## Filmográfia
| Év   | Cím                                                         | Szerep         |
| ---- | ----------------------------------------------------------- | -------------- |
| 2008 | Sesame Street: Elmo Loves You!                              | önmaga         |
| 2008 | A tuti duó                                                  | Marcus Hooks   |
| 2012 | The Savoy King: Chick Webb & the Music That Changed America | Duke Ellington |
| 2016 | Southside with You                                          | producer       |
| 2016 | Kaliforniai álom                                            | Keith          |